# Telekom Srpske
Telekom Srpske je bosanskohercegovački telekomunikacijski operater sa sjedištem u Banjoj Luci. Tvrtka je u vlasništvu Telekoma Srbije te je drugi najveći telekomunikacijski operater u BiH (35% tržišta). Također, Telekom Srpske je najveća kompanija na Banjalučkoj burzi s tržišnom kapitalizacijom od oko 540 milijuna eura.
Osnovna djelatnost tvrtke je pružanje usluga fiksne i mobilne telekomunikacije u zemlji i svijetu. Ostale usluge obuhvaćaju pružanje internet usluga te projektiranje, rekonstrukciju, izgradnju i instalaciju telekomunikacijskih uređaja.
Telekom Srpske posjeduje i osnivačke dionice u tri tvrtke. To su Telekard telefonske usluge d.o.o. Banja Luka i TT Inženjering d.o.o. Banja Luka (obje u 100%-tnom vlasništvu) te Institute for International Law and International Cooperation d.o.o. Banja Luka (u 20%-tnom vlasništvu).
Prema službenim web stranicama tvrtke: "Misija Telekoma Srpske može se ukratko definirati kao: pružanje telekomunikacijskih usluga visoke kvalitete za potrebe zadovoljavanja zahtjeva klijenata i olakšavanje integracije gospodarstva i pojedinaca u informatičku zajednicu sa dužnim poštovanjem prema interesima dioničara i zaposlenika".

## Povijest
Odlukom Vlade Republike Srpske 1. lipnja 1992. je osnovano jedinstveno javno poduzeće za poštanski i telekomunikacijski promet s ciljem osiguravanja tehničko-tehnološkog jedinstva poštanskog i telekomunikacijskog sustava. Ta tvrtka je postojala do 1996. godine kada se podijelila na dva nova poduzeća: Telekom Srpske i Srpsku poštu.
Od 2002. tvrtka je postala dioničko društvo. Rekonstrukcijom tvrtke njeno poslovanje je podijeljeno na sljedeće odjele:
- odjel za fiksnu mrežu,
- odjel za pokretnu mrežu,
- odjel za financije,
- odjel za korporativno upravljanje i
- odjel za marketing i prodaju.

## Vlasnička struktura
Tvrtka je privatizirana 2006. putem javnog natječaja. Najveću ponudu za kupnju većinskog udjela dao je Telekom Srbija (646 milijuna eura) a drugu najveću ponudu Telekom Austria (467 milijuna eura). Budući da je Vlada Republike Srpske proglasila vlastitog telekomunikacijskog operatera tvrtkom od strateške važnosti, ona je privatizirana prema posebnom privatizacijskom planu kojeg je donijela Vlada. Financijskim savjetnikom Vlade imenovan je Raiffeisen Investment.
U konačnici je u prosincu 2006. pobijedio srpski Telekom Srbija koji je postao većinski vlasnik BiH operatera. Trenutna vlasnička struktura Telekoma Srpske je podijeljena na sljedeće udjele:
- Telekom Srbija - 65%
- privatizacijski fondovi - 10%
- mirovinski i invalidski osiguravateljski fondovi - 10%
- ostali fondovi - 5%
- ostali dioničari - 10%

## Vanjske poveznice
- Službena web stranica operatera